# Marie-Christine Kessler
Pour les articles homonymes, voir Kessler.
Marie-Christine Kessler, née le 11 septembre 1940 à Riom (Puy-de-Dôme), est une politologue française.

## Biographie

### Jeunesse et études
Marie-Christine Barrelet est la petite-fille d'Étienne Clémentel. Elle est diplômée de l'Institut d'études politiques de Paris (section Service public, promotion 1962), docteur en droit (1967) et docteur d'État en science politique (1983).

### Parcours professionnel
Marie-Christine Kessler a enseigné à l'Institut d'études politiques de Paris.
Directrice de recherche émérite au centre national de la recherche scientifique (CNRS), rattachée au centre d'études et de recherches de science administrative (CERSA) dans le cadre du centre d’études et de recherches administratives et politiques (CERAP) à l'Université Paris 2 - Panthéon Sorbonne, elle a fait toute sa carrière dans le domaine de la sociologie politique et administrative. 
Elle a été mise à la disposition de la direction des Affaires culturelles, scientifiques et techniques du ministère des Affaires étrangères de 1985 à 1990.
Elle a été membre du comité national du CNRS section 40 de 1995 à juin 2000 et elle en a assuré la présidence entre 2000 et 2004.
Ses travaux portent sur le thème de l’action publique. Le paradigme des élites et celui des politiques publiques ont structuré ses recherches et ses ouvrages. (Conseil d’Etat , ENA, Grands Corps de l’Etat…). Elle a travaillé sur la politique étrangère auquel elle a consacré notamment deux ouvrages, publiés aux Presses de Science Po : La politique étrangère de la France. Acteurs et processus, et Les Ambassadeurs,,.

## Ouvrages
- Le Conseil d'État, Paris, Presses de la Fondation nationale des Sciences politiques (Librairie Armand Colin), 1968, 392 p.
- L'École nationale d'administration : la politique de la haute fonction publique, (préf. Michel Debré), Paris, Presses de la Fondation nationale des Sciences politiques, 1978, 299 p.
- Les Grands Corps de l'État, Paris, Presses universitaires de France, 1986, 344 p. (ISBN 978-2-7246-0540-2).
- La Politique étrangère de la France : acteurs et processus, Paris, Presses de Sciences-Po, coll. « Références », 1999, 498 p. (ISBN 978-2-7246-0760-4).
- Les Ambassadeurs, Paris, Presses de la Fondation nationale des Sciences politiques, 2012, 416 p. (ISBN 978-2-7246-8926-6, lire en ligne).
- Marie-Christine Kessler (dir.) et Guy Rousseau (dir.), Étienne Clémentel 1864-1936 : Politique et action publique Sous La Troisième République, Bruxelles, P.I.E-Peter Lang S.A., coll. « France contemporaine », 2018, 468 p. (ISBN 978-2-8076-0477-3).
- « La diplomatie culturelle », dans [Collectif], Manuel de diplomatie, Paris, Presses de Sciences Po, 2018, 400 p. (ISBN 978-2-72462-290-4).
- « Les ambassadeurs thématiques, les moyens à la disposition des ambassadeurs, les ressources humaines », dans Maurice Vaïsse (dir.), Diplomatie française : outils et acteurs depuis 1980, Paris, Éditions Odile Jacob, 2018, 496 p. (ISBN 978-2-73814-483-6).

## Décorations
- Chevalier de l'ordre du Mérite
- Chevalier de la Légion d'honneur